# Ket et Wig
 (août 2025).
Si vous disposez d'ouvrages ou d'articles de référence ou si vous connaissez des sites web de qualité traitant du thème abordé ici, merci de compléter l'article en donnant les références utiles à sa vérifiabilité et en les liant à la section « Notes et références ».

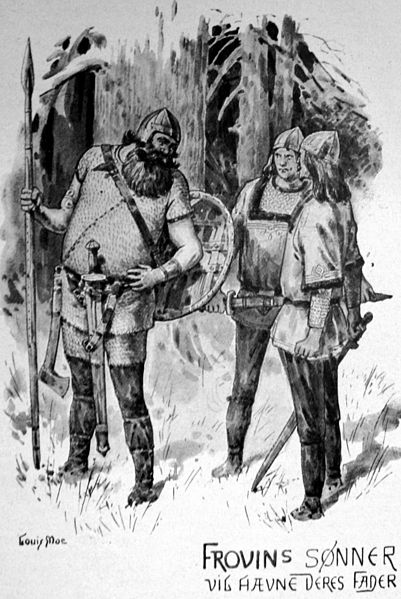
Ket et Wig parlant avec l'assassin de leur père. Illustration de Louis Moe pour la traduction de la Geste des Danois par Frederik Winkel Horn (1896-1898).

Ket et Wig sont les fils du gouverneur de Schleswig Frowinus, selon la Gesta Danorum de Saxo Grammaticus.
Dans la Geste des Danois de Saxo Grammaticus, les enfants Ket et Wig sont autant estimés par le roi danois Varmund que leur père Frowinus, ce dernier étant le beau-père d'Offra d'Angeln, fils du roi Varmund.
Durant le règne du roi Varmund, le roi des Suédois Athislus, tue le gouverneur du Schleswig Frowinus. Les deux fils de Frowinus, Ket et Wig, vengent leur père en tendant une embuscade à Athislus. La façon dont ce dernier est mort, vaincu à un contre deux, attire l'opprobre sur les Angles. Cette honte n'est lavée que lorsque Offa, le fils du roi, vainc en combat singulier le prince des Saxons et leur champion.

## Source
- Traduction française : La Geste des Danois (Gesta Danorum Livres I à IX) par Jean-Pierre Troadec présenté par François-Xavier Dillmann ; collection L'Aube des peuples, Gallimard, Paris (1995)  (ISBN 2070729036)